# Пуйл (кратер)
Ударный кратер Пуйл, названный по имени князя Пуйла, героя валлийской мифологии, считается одним из самых молодых образований на поверхности Европы, спутника Юпитера.
В центре тёмного центрального региона Пуйла, диаметром 26 км, расположен пик высотой в 600 метров. То, что этот пик выше кольцевого вала кратера (имеющего высоту в 300 метров), может свидетельствовать о выходе вязкого льда или воды через отверстие, пробитое астероидом в ледяной коре.
Блестящие лучи из осколков, выброшенных из места удара, тянутся наружу на сотни километров. Эти белые осколки покрыли всю окружающую местность, подтверждая, что этот ударный кратер моложе всех элементов своего окружения. Ярко-белый цвет говорит о том, что выброшенное вещество является водяным льдом.
Зонд «Галилео» предоставил убедительные доказательства наличия жидкой воды под ледяной поверхностью Европы, и пик Пуйла является ярким примером таких доводов.

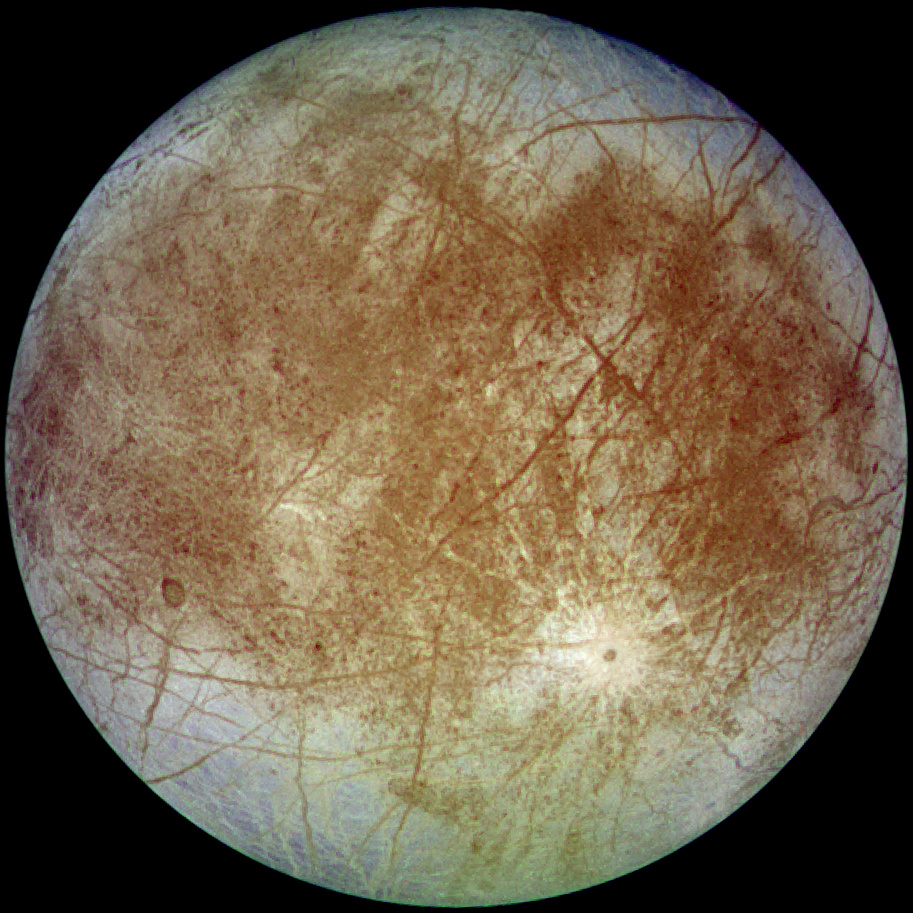
Пуйл на снимке «Галилео» (справа внизу)